# Socializzazione (sociologia)
La socializzazione è quel processo di trasmissione di informazioni attraverso pratiche e istituzioni capaci di trasmettere alle nuove generazioni il patrimonio culturale accumulato fino a quel momento grazie a due particolarità:
- Ogni società ha una vita più lunga rispetto agli individui che la compongono
- Il patrimonio culturale comprende l'insieme di competenze sociali di base e competenze specialistiche che diversificheranno la società. Si ha per questo motivo una “socializzazione primaria” che assicura il primo obiettivo; e una “socializzazione secondaria” che si occupa del secondo.

Il primo stadio riguarda i primi anni di vita di un bambino, fino circa l'inizio delle scuole primarie. Segue poi la fase successiva che dall'inizio della scuola si protrae per tutto l'arco della vita.
Il patrimonio culturale di generazione in generazione viene modificato, in quanto la società continua a modificarsi di fronte a nuovi fattori. Per questo una parte del patrimonio (la parte obsoleta) viene di volta in volta accantonata e lascia spazio all'innovazione.
In altre parole, la socializzazione è un processo di apprendimento che porta i minori, inseriti in un determinato contesto sociale e culturale,ad assimilare le norme sociali e condividere il linguaggio e il riferimento ai valori, a preferire specifici codici di comportamento, modalità alimentari, interpretazioni della realtà sociale.

## Il processo di socializzazione
Nel processo di socializzazione di una nuova generazione, sono esistenti entrambi i fattori sia quello genetico cioè che quello sociale di base, ma pare che le informazioni genetiche siano soprattutto delle potenzialità che si possono sviluppare, non delle informazioni precise e restrittive. Questo è anche ciò che più differenzia l'essere umano dal resto della specie animale, che invece presenta un alto grado (rispetto ad esso) di informazioni genetiche precise e un minore grado di facoltà di apprendimento.

## Le fasi della socializzazione primaria
Alla nascita, un bambino, è un essere dotato di grande plasticità entro i limiti posti dalle caratteristiche biologiche della specie. Le modalità e gli esiti della prima fase di socializzazione condizionano, ma non determinano le modalità e gli esiti delle fasi successive.
L'esperienza della prima socializzazione, determinerà il rapporto che il bambino crescendo poi manifesterà nei confronti del mondo.
Se la prima socializzazione risulta appagante, se l'attaccamento alla madre viene ripagato con una buona interpretazione dei bisogni del bambino, egli svilupperà un atteggiamento positivo nei confronti della vita.
La stabilità affettiva, il frequente contatto fisico, sono tutti fattori che creano nel bambino sicurezza e fiducia in se stesso e nel mondo che lo circonda. 
Tuttavia, il bambino non è solamente un essere che reagisce ai fattori esterni, ma è anche lui il protagonista insieme ai genitori del rapporto che va formandosi.
I genitori nell'educare il bambino dispongono di una molteplicità di metodi di punizione/premio, la loro efficacia e la loro attuazione determinerà una buona o una cattiva interiorizzazione delle regole da parte del neonato.
Man mano che l'individuo cresce, i suoi rapporti sociali si estendono dalla madre, alla famiglia, a gradi sempre più elevati e diversificati. Allo stesso modo l'individuo dovrà cambiare pur mantenendo stabile la propria identità. In questo processo si possono distinguere due componenti che corrono parallelamente:
- Identificazione: il riconoscersi simili ad un determinato gruppo.
- Individuazione: scoprire la propria specificità personale.

## Socializzazione nelle classi sociali
Il processo di socializzazione assume caratteri diversi anche in base alle classi sociali. Per esempio, la classe media ha una tendenza a incoraggiare le nuove generazioni all'autonomia, all'autocontrollo, alla fiducia in se stessi; al contrario la classe operaia (storicamente) incoraggia tendenzialmente più alla conformità, all'obbedienza, all'ordine.
Oggi però, questi fattori risultano meno incisivi in una società moderna.
- Frank Riessman ha individuato il prevalere della personalità eterodiretta (dipendente dal giudizio e dai messaggi dei media) nella società moderna rispetto a una personalità autodiretta (dipendente da criteri e valori interiorizzati) della società pre-moderna.
- Christian Schonwetter spiegò come i genitori siano dotati di una razionalità inconsapevole nei confronti del rapporto con i propri figli per cui più ci si trova in una classe sociale bassa, tanto più il genitore tenderà a impostare in maniera totalitarista il rapporto con i figli, quasi preparandoli alle difficoltà sociali che quella classe comporta.

## La socializzazione secondaria
La socializzazione secondaria è quell'insieme di pratiche messe in atto dalla società che consentono agli individui di assumere ed esercitare ruoli adulti. Ogni individuo ricopre una pluralità di ruoli che si colloca tra loro in sfere separate. Dalla sfera dei ruoli familiari a quelli professionali ecc. Il termine che individua l'insieme dei ruoli di un individuo, si chiama role set.
I ruoli cambiano e/o si evolvono nel tempo, inoltre sono tra loro interdipendenti per cui una svolta nell'ambito di un ruolo può comportare cambiamenti e/o assestamenti negli altri ruoli che il soggetto ha.
La socializzazione secondaria è dunque un processo continuo, che dura tutto l'arco della vita e di cui si possono sottolineare due aspetti:
- L'aspetto cumulativo di tutti in processi di apprendimento che accompagnano la socializzazione.
- L'aspetto della continuità del processo di socializzazione secondaria, per cui l'individuo diventa consapevole (al contrario della socializzazione primaria) della propria posizione all'interno di un processo duraturo dentro il quale lui è l'agente primario del processo stesso.

## Gli agenti della socializzazione secondaria
La scuola, è la prima istituzione sociale extradomestica con la quale l'individuo inizia il proprio processo di socializzazione secondaria. Al di là dei contenuti dell'insegnamento, il soggetto, è innanzitutto indotto a socializzarsi con gli altri attraverso una molteplicità di ruoli che si trova a interpretare di fronte all'autorità dell'insegnante, la tendenza alla prestazione premiata, la competizione con i compagni ma anche la cooperazione con i compagni stessi.
Il gruppo dei pari, cioè tra individui che sono formalmente sullo stesso piano e tra i quali non esiste un rapporto sanzionato di autorità o di subordinazione (fratelli, compagni di scuola, di lavoro ecc.), svolgono un importante ruolo lungo il processo di socializzazione secondaria.
Tra i vari tipi di gruppo a cui un soggetto può appartenere, un'importanza particolare spetta ai gruppi politici che determinano la socializzazione politica dell'individuo. Ogni gruppo politico infatti dispone di strumenti di indottrinamento e di controllo per incanalare i propri membri nella direzione delle proprie linee d'azione.
Tra i mezzi di socializzazione secondaria, ormai sono di primo piano anche i mezzi di comunicazione di massa in quanto la loro influenza si sovrappone a quella degli altri agenti di socializzazione. È noto infatti come i mass media, possono svolgere un'attiva concorrenza agli altri agenti di socializzazione, talvolta producendo anche dei conflitti di socializzazione.

## I conflitti di socializzazione
Gli agenti di socializzazione agiscono indipendentemente l'uno dall'altro per cui un individuo nel corso della vita accumula delle esperienze di socializzazione tutt'altro che armoniche e lineari.
L'istituzione della scuola, ad esempio può produrre in un individuo degli effetti incoerenti quando un insegnante sfiducia e un altro incoraggia uno stesso ragazzo. I mezzi di comunicazione di massa sono altrettanto incoerenti e producono effetti di dispersione e eterogeneità piuttosto che di omologazione.
Nel processo di socializzazione secondario, l'individuo può portare coerenza nei processi di socializzazione conflittuali e contrastanti, dato che egli stesso è l'agente primario a differenza della socializzazione primaria dove il soggetto è ancora inerme.
È quindi proprio l'individuo che compiendo le sue scelte nell'arco della sua vita, costruirà una coerente identità propria.

## La socializzazione e la personalità
La personalità di un individuo non è innata, bensì prende forma grazie all'azione dei processi educativi, la quale pone l'accento sulla vera e propria crescita della personalità.
Partendo dall'idea mossa da Watson relativamente alla corrente di pensiero denominata comportamentismo, si mette in evidenza che la personalità va studiata in termini di riflessi condizionati e di rinforzi indispensabili per l'individuo per intessere relazioni basate su forme di assenso o dissenso sociale. 
Skinner sottolinea l'importanza dei rinforzi, in quanto rappresentano al meglio la sintesi delle esperienze sociali accumulate nel tempo e selezionate mediante la socializzazione e ciò contribuisce alla crescita della stessa personalità.
Cooley, analizzando i vari tipi di coscienza, sostiene l'idea secondo la quale essere coscienti di un proprio sé è un aspetto interconnesso alla consapevolezza di far parte di gruppi primari che per primi gettano le basi della socializzazione trasmettendo il simbolo della propria società. 
(Lewis A. Coser, 1983, p. 428)
Anche Mead considera le relazioni interpersonali un aspetto rilevante in termini di personalità in ottica, soprattutto, di comprensione, di conoscenza di personalità altrui e di capacità di previsione di determinati comportamenti. La relazione, infatti, nasce proprio da un'ampia rete di personalità differenti. 
Due noti psicologi e psicoanalisti, quali Freud e Erikson si soffermano molto sul legame che intercorre tra personalità e socializzazione: il primo basandosi su esperienze prettamente infantili, mentre il secondo prendendo in esame l'intero ciclo vitale dell'individuo. Infatti, l'evoluzione della personalità del bambino passa attraverso 5 fasi dello sviluppo psicosessuale secondo Freud, intese come avvio di legami affettivi e di puro piacere, innescando da parte dell'individuo un tipo di relazione sociale con l'altro che abbia come oggetto la ricerca di gratificazione. 
Erikson, invece, considera l'intera vita del soggetto scandita in diverse fasi di sviluppo psicosociale che centrano l'attenzione sulla fiducia e non fiducia in sé stessi ovvero nelle proprie capacità, dilemma risolvibile proprio grazie alla socializzazione che riflette la correttezza dei comportamenti messi in atto.
Jean Piaget, psicologo di notevole spessore, analizza l'attività ludica (il gioco), per la sua caratteristica di rappresentare lo sviluppo della personalità dei più piccoli che, negli stadi più avanzati, subisce l'influenza dei processi di socializzazione, in quanto il bambino comprende sempre di più il carattere collettivo del gioco, nonché le regole che, nei primi anni della sua vita, gettano le basi di quelle alle quali dovrà conformarsi nel corso della sua esistenza.